# Redudasys neotemperatus
Redudasys neotemperatus is een buikharige uit de familie van de Planodasyidae. De wetenschappelijke naam van de soort werd voor het eerst geldig gepubliceerd in 2017 door Kånneby en Kirk.